# Mandarin Airlines

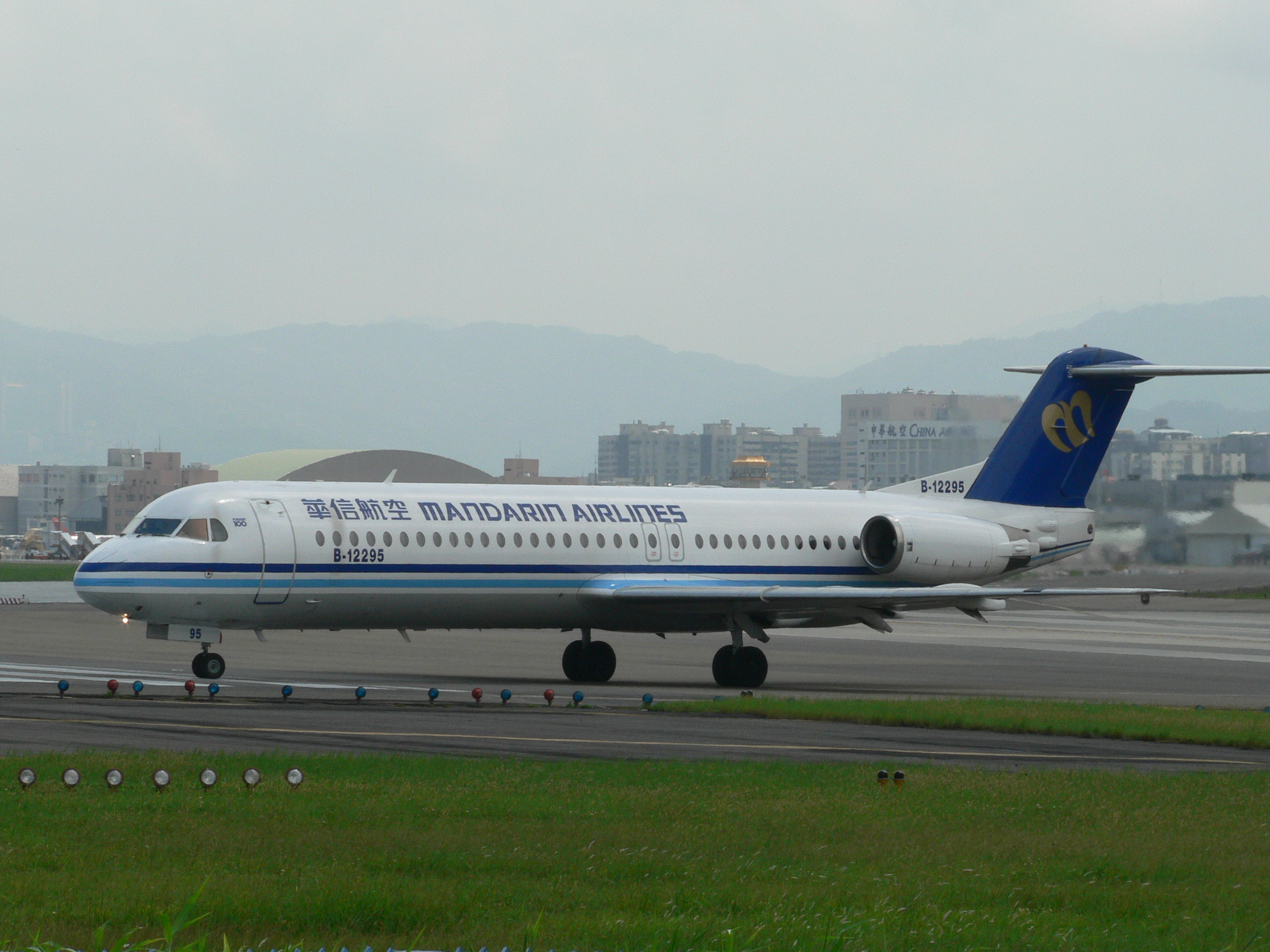
Fokker 100 w przeszłości należący do Mandarin Airlines

Mandarin Airlines (chiń. 華信航空; pinyin Huáxìn Hángkōng) – tajwańskie linie lotnicze z siedzibą w Tajpej. Należą do China Airlines, obsługują połączenia regionalne, krajowe oraz czartery. Głównym hubem jest Port lotniczy Tajpej-Taiwan Taoyuan.
Agencja ratingowa Skytrax przyznała liniom cztery gwiazdki.

## Flota
Według stanu na styczeń 2025 flota Mandarin Airlines składała się z 12 samolotów o średnim wieku 4,7 lat:
| Samolot | Samolot | Samolot   | Liczba miejsc | Uwagi                     |
| Model   | Aktywne | Zamówione | Liczba miejsc | Uwagi                     |
| ------- | ------- | --------- | ------------- | ------------------------- |
| ATR 72  | 12      | 3         | 70            | W trakcie dostawy do 2025 |
| Łącznie | 12      | 3         |               |                           |

### Rozwój floty
Na Paris Air Show 2023 przedsiębiorstwo ATR poinformowało o zamówieniu przez przewoźnika kolejnych sześciu samolotów, które mają zostać dostarczone do 2025.